# 신자용
신자용(申子容, 1972년 ~)은 대한민국의 검사 출신의 법조인이며, 제49대 법무연수원장이다.

## 학력
- 순천고등학교 졸업
- 한양대학교 법과대학 법학 학사

## 경력
- 1996년: 제38회 사법시험 합격
- 1999년: 제28기 사법연수원 수료
- 1999년 4월~2002년 3월: 공군 군법무관
- 2002년: 서울지방검찰청 동부지청 검사
- 2004년: 대전지방검찰청 천안지청 검사
- 2006년 2월: 광주지방검찰청 검사
- 2008년 2: 법무부 형사기획과 검사
- 2010년 2월: 서울중앙지방검찰청 검사
- 2011년 9월: 대검찰청 연구관
- 2014년 1월~2015년 2월: 청주지방검찰청 제천지청장
- 2015년 2월~2016년 1월: 대검찰청 정책기획과장
- 2016년 1월~2017년 8월: 서울중앙지방검찰청 형사4부 부장검사
- 2017년 8월~2018년 7월: 서울중앙지방검찰청 특수1부 부장검사
- 2018년 7월~2019년 8월: 법무부 검찰과장
- 2019년 8월~2020년 2월: 서울중앙지방검찰청 제1차장검사
- 2020년 2월~2021년 7월: 부산지방검찰청 동부지청장
- 2021년 7월~2022년 5월: 서울고등검찰청 송무부장
- 2022년 5월~2024년 1월: 61대 법무부 검찰국장
- 2024년 1월~2024년 9월: 56대 대검찰청 차장검사
- 2024년 9월~2025년 7월: 제49대 법무연수원 원장